# Castejón de Tornos
Castejón de Tornos – gmina w Hiszpanii, w prowincji Teruel, w Aragonii, o powierzchni 30,9 km². W 2011 roku gmina liczyła 64 mieszkańców.